# Peperomia candolleana
Peperomia candolleana är en pepparväxtart som beskrevs av Friedrich Anton Wilhelm Miquel. Peperomia candolleana ingår i släktet peperomior, och familjen pepparväxter. Inga underarter finns listade i Catalogue of Life.